# Siedlung Birkenwiese

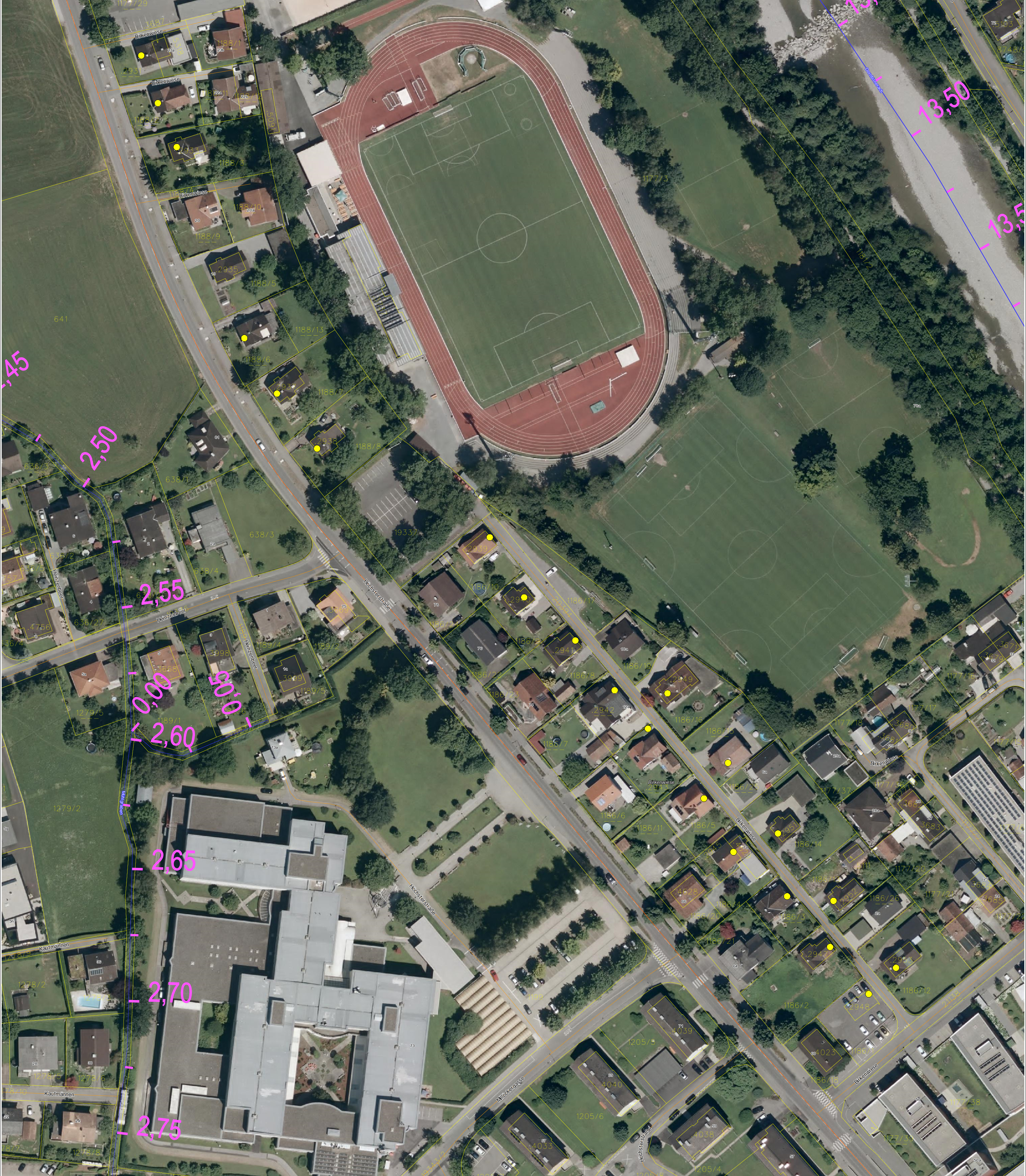
Luftbild „Siedlung Birkenwiese“. Die gelben Punkte zeigen die Häuser der ursprünglichen Siedlung

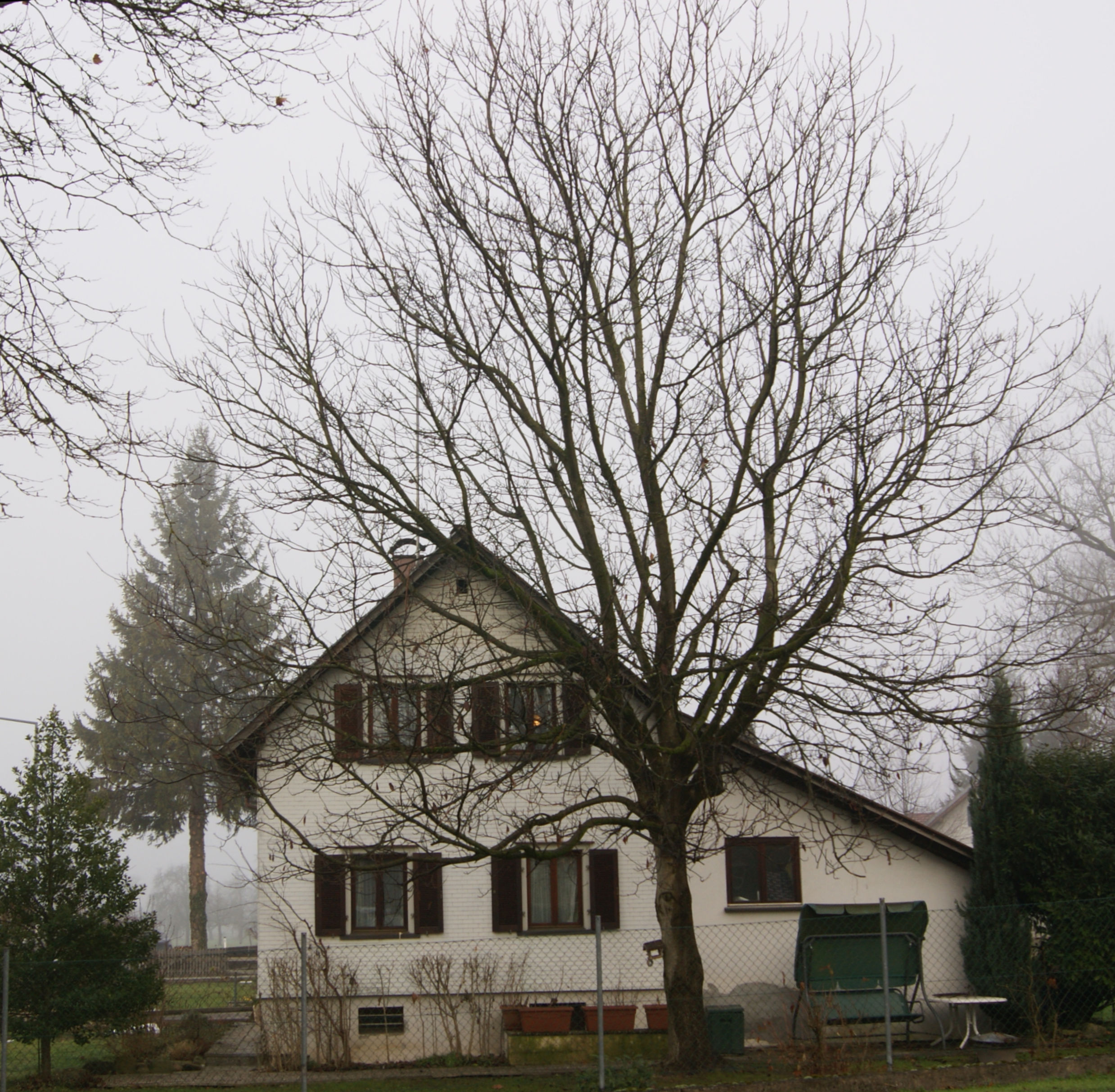
Haus Nr. 16 in der Siedlung Birkenwiese. Der ehemalige Anbau (Wirtschaftsgebäude) wurde nachträglich zu einem Zimmer umgebaut.

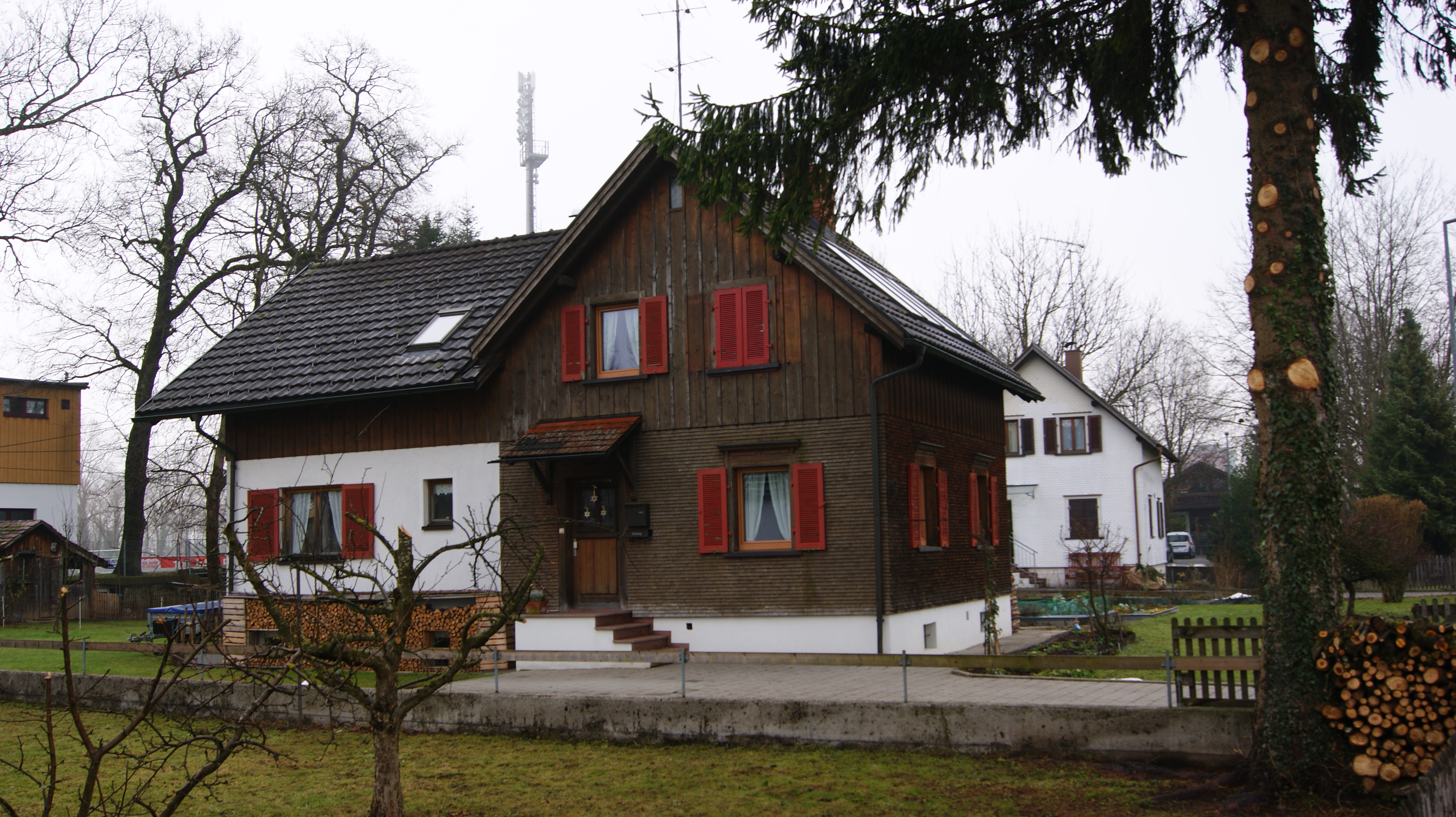
Haus Nr. 17. Alle 23 Häuser wurden zwischenzeitlich mehr oder weniger nachhaltig umgebaut und/oder erweitert. Das äußere Erscheinungsbild wurde individuell abgeändert.

Die Siedlung Birkenwiese (auch Dollfußsiedlung) war ein Bauprojekt von 23 Einfamilienhäusern mit maßgeblicher Eigenleistung der späteren Bewohner und wurde 1934 bis 1935 errichtet, um preiswerten Wohnraum für die relativ mittellosen Schichten der Bevölkerung nach dem Ende des Ersten Weltkriegs im Stadtgebiet von Dornbirn, Vorarlberg, Österreich, zu schaffen.

## Name
Die Flur Birkenwiese  (Dornbirner Mundart: Birkawies) bezieht sich auf den hier bis heute anzufindenden Birken- und Erlenbestand. Es handelt sich um ein Überschwemmungsgebiet am linken Ufer der Dornbirner Ach, welches bei der Aufteilung der Allmende um 1800 in das Eigentum der Gemeinde gelangte. Der Name für die Siedlung wurde von dieser Flur übernommen. In Vorarlberg findet sich lediglich in Dornbirn ein Flurstück mit diesem Namen, obwohl Birken- und Erlenbestände im Ried recht häufig sind.

## Hintergrund und Geschichte
Solche Siedlungen, teilweise auch als Arbeitersiedlungen oder zeitgenössisch auch als Arbeiterkolonien bezeichnet, wurden im 19. Jahrhundert und in der ersten Hälfte des 20. Jahrhunderts auf Initiative gemeinnütziger Gesellschaften oder von Unternehmern im gesamten deutschsprachigen Raum gebaut, um preiswerten und gesunden Wohnraum für die damals noch weitgehend unbegüterten Schichten der Bevölkerung zu schaffen und die nach dem Krieg herrschende Wohnungsnot zu beseitigen. Architekten und Bautechniker begannen sich bereits um die Mitte des 19. Jahrhunderts, mit der Anlage von solchen Siedlungen auseinanderzusetzen, um auch den einfachen Menschen Dauerhaftigkeit und Sicherheit, zweckmäßige Raumaufteilung, Berücksichtigung von Licht, Luft und Vegetation, aber auch die Freizeit- und Sportmöglichkeiten, als Grundlage gesunden Wohnens zu schaffen.
Die Siedlung Birkenweise mit 23 Wohnhäusern ist Teil der Siedlerbewegung im deutschsprachigen Raum (siehe auch: Siedlerbewegung Wien), bei der Wohnraum für ärmere Bürger am damaligen Stadtrand errichtet wurde (daher auch: Stadtrandsiedlung). In Österreich wurde die Siedlerbewegung vom Bundesminister für soziale Verwaltung, Josef Resch übernommen, in Dornbirn vom Landtagsabgeordneten Josef Anton Fäßler. Dabei wurden zur einfachen Realisierung des Projektes kostengünstige Kredite vergeben und der Baugrund von einer Gemeinde zu günstigen Konditionen bereitgestellt. In Gemeinschaftsarbeit wurden die Wohnhäuser von den späteren Eigentümern errichtet und die Baukosten niedrig gehalten. Die Wohnhäuser wurden erst nach der vollständigen Errichtung unter den späteren Eigentümern verlost, damit diese sich keinen Vorteil vor den anderen bei der Errichtung verschaffen konnten. Eine ähnliche, kleinere, Siedlung wie die in der Birkenwiese, wurde zuvor als Siedlung Im Porst realisiert und danach, geringfügig größer, die Siedlung Im Forach.
Am 13. März 1934 wurde ein Ausschuss unter Leitung des Regierungskommissärs, Ludwig Rinderer, eingesetzt, zur Errichtung von Stadtrandsiedlungen in Dornbirn. Bereits am 18. März 1934 wurde im Gemeindeblatt der Stadt Dornbirn die positive Stellungnahme des Ausschusses veröffentlicht und bereits in der nächsten Ausgabe des Gemeindeblatts wurde der Bevölkerung mitgeteilt, dass keine Anmeldungen mehr für die Vergabe von Häusern in der geplanten Stadtrandsiedlung angenommen würden, weil bereits zu viele vorliegen. Am 11. April erfolgte bereits der Baubeschluss für die Siedlung Birkenwiese und im Hochsommer wurden die Geländevermessungen und Parzellierungen vorgenommen. Zur Umsetzung des Projekts wurde die Gemeinnützige Siedlungsgenossenschaft Dornbirn(r.G.m.b.H.) Anfang August 1934 gegründet. Baubeginn der Siedlung war Ende August 1934.
Am 14. April 1935 fand im Vereinshaus in Dornbirn ein Familienabend als Siedlerfeier statt, bei der auch der Besitz an der Siedlung an die Siedlungsgenossenschaft überging und die Verlosung der Gebäude an die einzelnen Siedler stattfand.

## Lage
Die Siedlung Birkenwiese (etwa 425 m ü. A.) entstand in einem über zwei Hektar großen, bis dahin unbebauten Riedgelände im heutigen Stadtbezirk Schoren am westlichen Rand des besiedelten Stadtgebiets. Nur etwa 150 Meter entfernt fließt die Dornbirner Ach. In den Jahrzehnten nach dem Zweiten Weltkrieg entwickelte sich das Gebiet um die Flur Birkawies rasch zu einem wichtigen Siedlungsgebiet in Dornbirn. Heute ist diese Siedlung in das sonstige Siedlungsgebiet kaum unterscheidbar eingebettet, beim Bau war diese noch klar abgegrenzt, liegt aber immer noch am Siedlungsrand von Dornbirn. Das Stadion Birkenwiese befindet sich im Osten, direkt hinter der Siedlung.

## Größe der Siedlung
Die Siedlung Birkenwiese besteht aus dreizwanzig frei stehenden, weitgehend baugleichen Einfamilienhäusern auf einer Fläche von zwei Hektar und 29 Ar und erstreckt sich etwa parallel zur Höchsterstraße über eine Länge von etwa 450 m.

## Bau, Planung, Ausführung und Ausstattung
Damit die Voraussetzungen gegeben waren, um einen günstigen Bundeskredit zu erhalten, mussten im Rahmen des Projektes verschiedene Voraussetzungen erfüllt werden. Jede Siedlerstelle musst so groß sein, dass dadurch die Kleintierhaltung möglich war (mindestens 600 m², maximal 2500 m² Grundfläche). Gefördert wurden Langzeitarbeitslose, Kriegsinvaliden und kinderreiche Familien. Die Kosten eines Hauses sollten 5.000 Schilling (EURO 363,36) nicht übersteigen, davon hatte der Siedler 10 % selbst aufzubringen und etwa 1500 Arbeitsstunden für die Errichtung des Hauses, wobei der Wert der Arbeitsstunden auf diese 10 % nicht anzurechnen waren. Die restlichen 90 % wurden vom Bundes-Wohn- und Siedlungsfonds als Darlehen vergeben. Josef Anton Fäßler konnte bereits nach 14 Tagen alle 23 Einfamilienhäuser an Interessierte vermitteln. Im Mai 1934 begann der Aushub.
Der österreichische Staat gewährte für dieses Siedlungsprojekt ein Darlehen von 103.500 Schilling und der benötigte Baugrund wurde von der Stadt Dornbirn um 50 Groschen je Quadratmeter abgegeben. Jeder Siedler erhielt etwa 1000 m² Baugrund und musste Eigenleistungen im Gegenwert von 1.000 Schilling erbringen und 500 Schilling an Eigenmittel. Am 14. April 1935 wurden die errichteten Wohnhäuser unter den Siedlern verlost.
Unter bewusstem Verzicht auf Maschinen wurden pro Tag zwei Keller im kiesigen Baugrund ausgehoben und zwei Mauerstöcke des Kellergeschoßes fertiggestellt. Die Häuser wurden außen im Kellergeschoß mit Beton, die Obergeschoße in Holzstrickbauweise (EG) und als Fachwerk (OG und Anbau) ausgeführt. Das Wohngebäude nimmt eine Fläche von 45,04 m² ein, das Wirtschaftsgebäude (Anbau) eine Fläche von 13,91 m². Die Baukörper sind im Sinne der Stuttgarter Schule traditionell und einfach gestaltet und weisen annähernd gleich große Räume auf (die Wohnküche ist mit 17,97 m² etwas größer als die drei Zimmer mit durchschnittlich 11,77 m²). Keine Eigenleistung der Siedler wurde im Rahmen der Spenglerarbeiten, Türen und Fenster bzw. bei der Sanitärinstallation gefordert.
Die dreiundzwanzig zweigeschoßigen Einfamilienhäuser bieten in den beiden Vollgeschoßen jeweils einer Familien Obdach. Gleichermaßen ausgerichtete Nutzgärten und Zäune verstärken den einheitlichen Eindruck des Ensembles. Zu Anfang waren die Siedler verpflichtet, die Nutzgärten mit Getreide, Gemüse und anderem zur Eigenversorgung zu bepflanzen und Kleinvieh zu halten.